# 1847年の相撲
1847年の相撲（1847ねんのすもう）は、1847年の相撲関係のできごとについて述べる。

## 興行
- 11月場所（江戸相撲）[1]
  - 興行場所:本所回向院
  - 1月7日（旧11月21日）より晴天10日間興行
- 3月場所（江戸相撲）[2]
  - 興行場所:本所回向院
  - 5月5日（旧3月21日）より晴天10日間興行
- 5月場所（大坂相撲）[3]
  - 興行場所:天満砂原屋敷
- 7月場所（京都相撲）[3]
  - 興行場所:四条道場
- 11月場所（江戸相撲）[4]
  - 興行場所:本所回向院
  - 12月31日（旧11月24日）より晴天10日間興行